# エンシノ (ロサンゼルス)

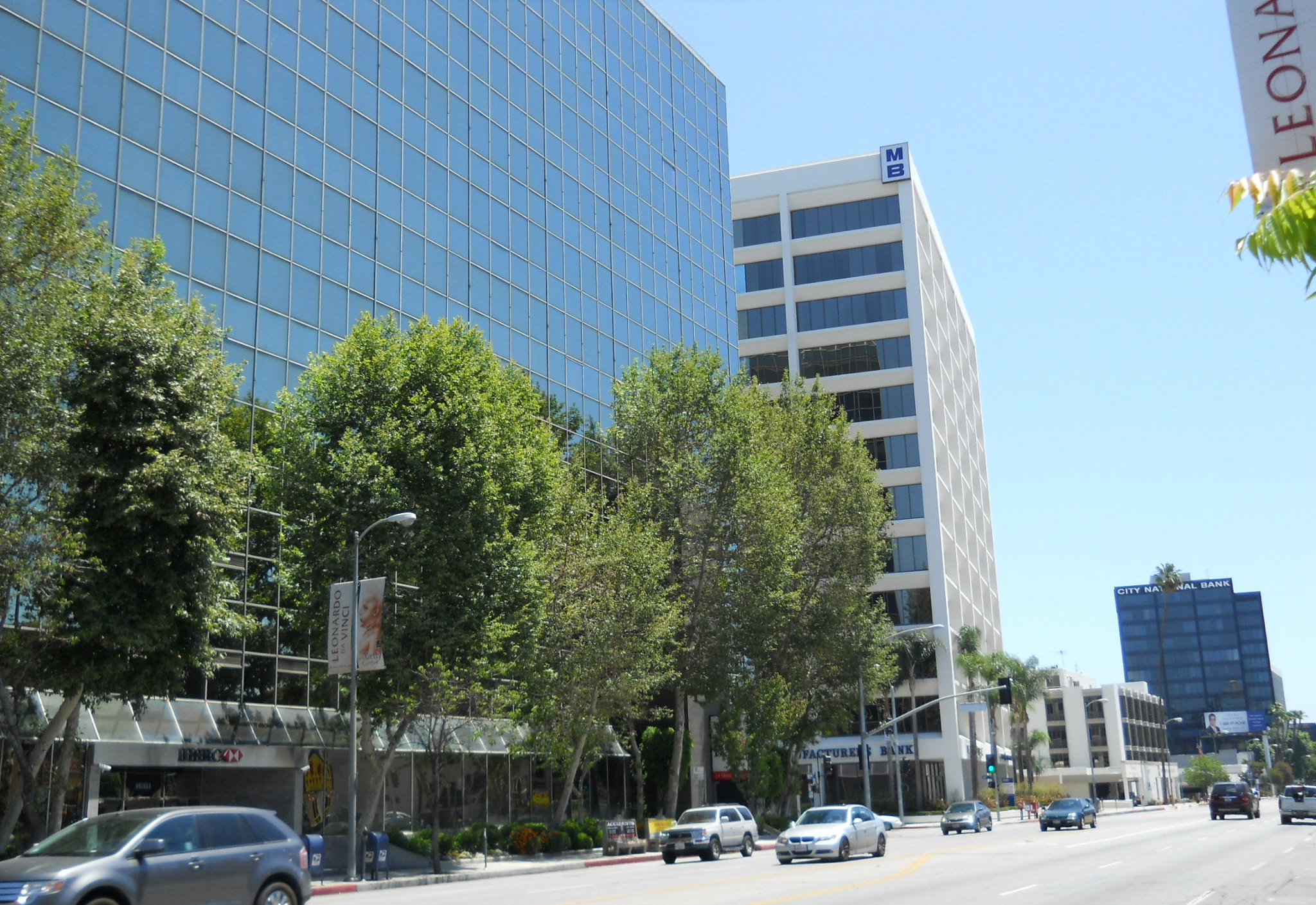
ヴェンチュラ通りに面する金融機関

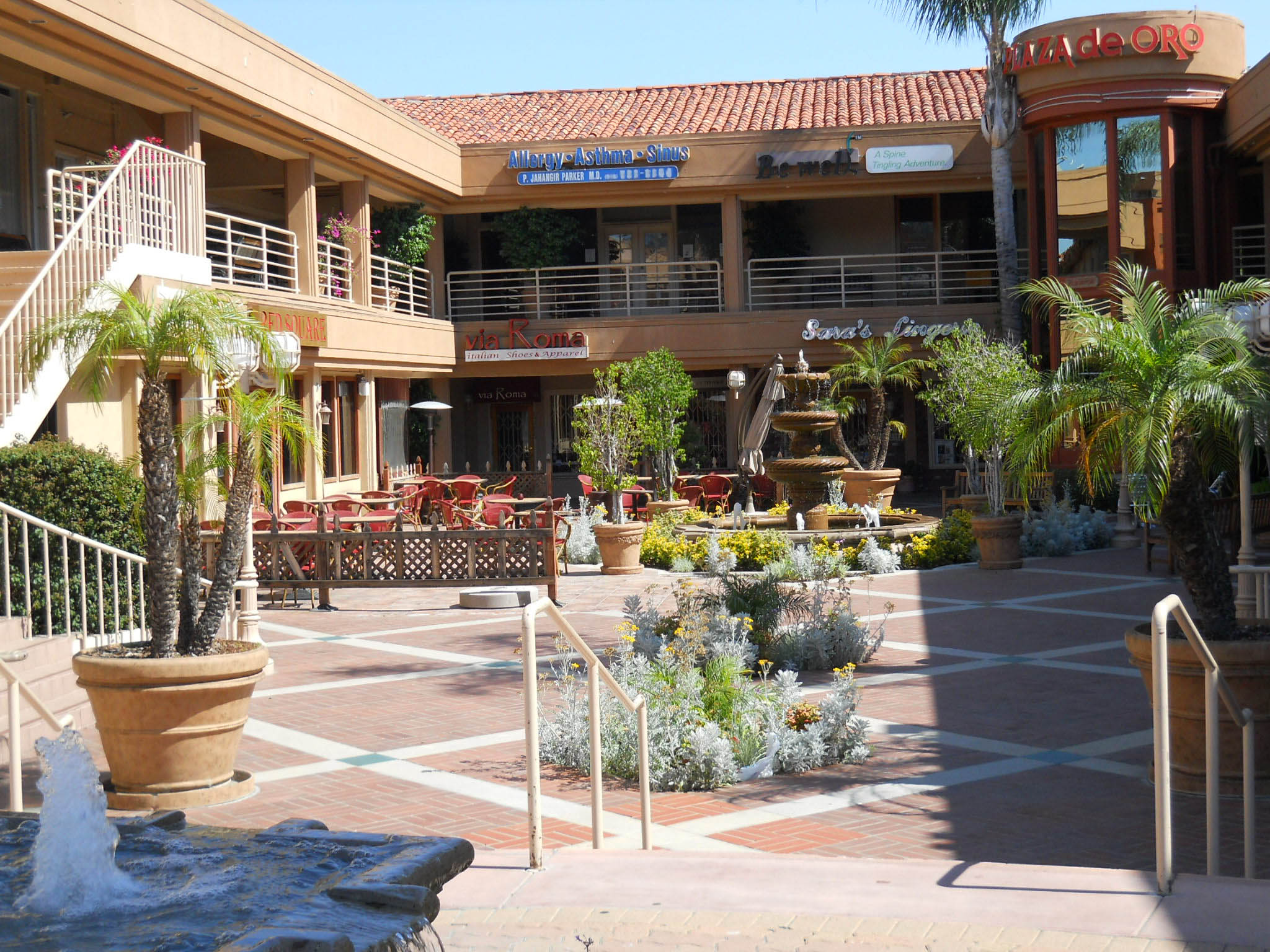
ヴェンチュラ通りのプラザ・デ・オロ・ショッピング・センター

エンシノ (Encino) は、アメリカ合衆国カリフォルニア州ロサンゼルス市の地区。サンフェルナンド・バレー南の中心部、サンタモニカ山脈北部の傾斜地に位置する。地名はランチョ・ロス・エンシノに由来し、エンシノはスペイン語で常緑、トキワガシの意。1834年初頭に行われたカリフォルニアにおける布教活動の世俗化の結果として、メキシコ政府からミッション・インディアンに譲渡された土地の一区画である。
ロサンゼルス・リバーのエンシノ地区を流れる箇所は、その高い水位のため敢えて未舗装になっている。かつてロサンゼルス市に水を供給した帯水層はエンシノの地下にある。

## 地理
エンシノには西にターザナ、北にセプルベダ・ダム・レクリエーション・エリア、東にシャーマン・オークス、南にロサンゼルス市水道電力局の貯水場が面している。地区のおおよその境界は、南部のマルホランド・ドライブ、西部のリンドレー通り、北部のビクトリー通り、東部のサンディエゴ・フリーウェイが形成している。大通りには、ヴェンチュラやマグノリア、バーバンク通り、ホワイト・オーク・アヴェニュー、バルボア通り、ハスケル・アヴェニュー、ヘイブンハースト・アヴェニューがある。

## 人口統計
2000年の調査によると、全人口は40,946人であり、人口密度は1平方マイル当たり3,864.9人であった。人種構成比率は、白人が89.90%、アフリカ系が1.78%、アジア系が4.38%、ネイティブ・アメリカンが0.19%、その他の人種が4.13%である。全人種におけるヒスパニックおよびラテン系の居住者の割合は4.62%である。
年齢別に見ると、18歳以下の人口は18.25%で、64歳以上の人口は20.08%である。27.44平方キロメートル当たりの住宅数は18,159戸である。
2009年にロサンゼルス・タイムズ紙が行った「マッピングL.A.」プロジェクトによると、人口は41,905人、年収の中央値は78,529ドルであった。

## 経済
地域経済は、主に医療関係（エンシノ・ターザナ広域医療センター病院を含む）、社会事業、専門職（会計、金融、不動産、法律業）産業の就職口を提供している。おおよそ3,800の企業が27,000人を雇用し、年間の支払給与総額は1,400,000,000である。
エノキフイルムUSAの本社がエンシノにある。Gutsoon! Entertainmentも、一時期エンシノに本社を構えていた。

## メディア
『エンシノ・サン』が地域のコミュニティー新聞である。

## 文化
エンシノにある「ショータイム」というクラブでは、1949年から1952年にかけて月曜の夜にジャムセッションが行われており、いわゆるウエスト・コースト・ジャズの担い手となった才能あるミュージシャンたちを輩出した。具体的には、トランペッターのメイナード・ファーガソン、ショーティ・ロジャース、ピートとコンテのカンドリ兄弟、サックス奏者ではハーブ・ゲラー、デイブ・ベル、アート・ペッパー、ボブ・ゴードンらがいた。さらにピアニストでは、アンドレ・プレヴィン、ラス・フリーマン、ルー・レビー、ポール・スミス、ベーシストではレッド・ミッチェル、ジョー・モンドラゴン、モンティ・バドウィッグ、ハリー・ババシン、ドラマーではアルビン・ストーラーにシェリー・マンがいた。フィル・ブラウンの証言によれば「100パーセント、白人の世界だった」という。実際、当時のロサンゼルスでは人種差別が堂々と行われていた。短大生時代のチェット・ベイカーが通ったクラブでもあった。

## ギャラリー

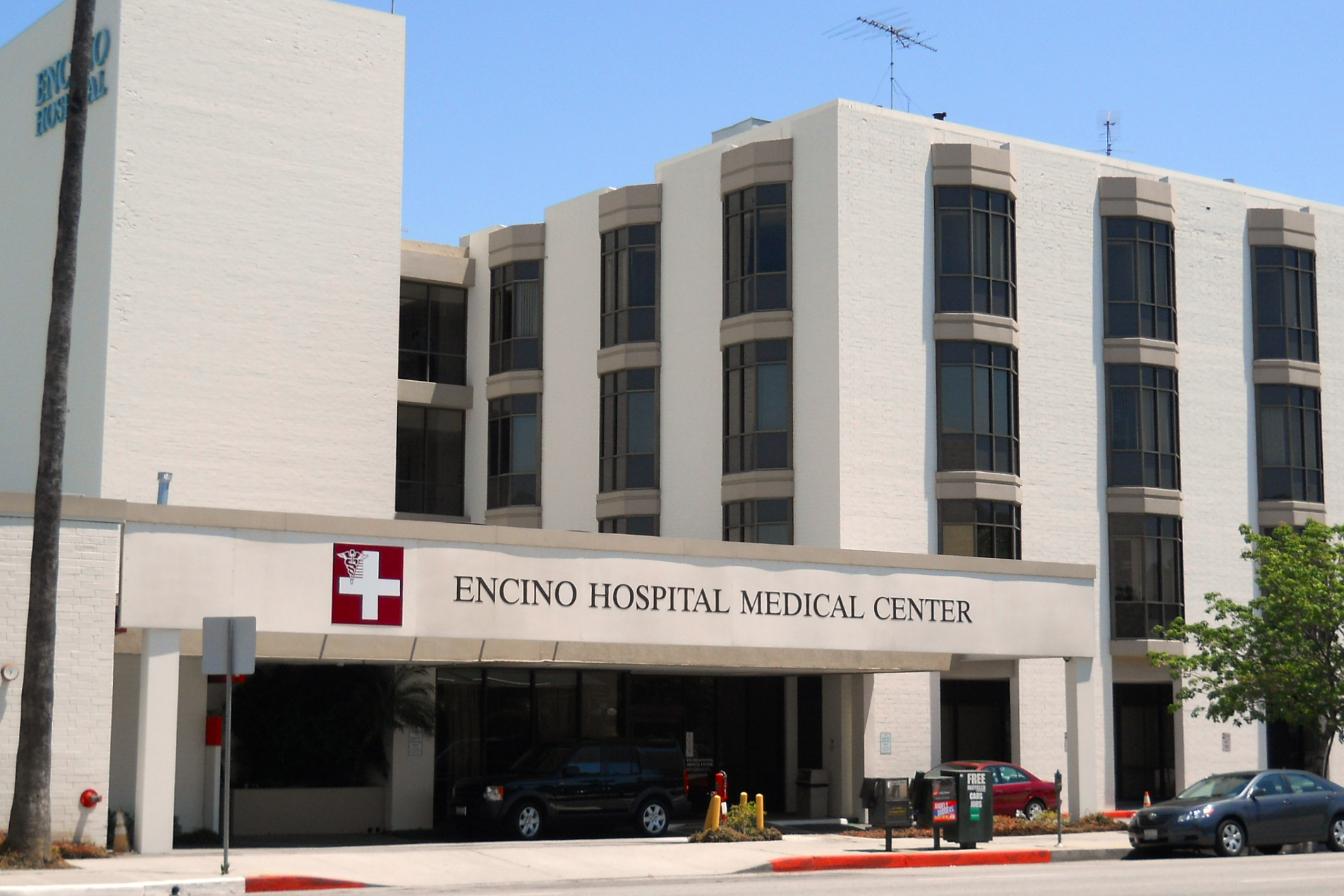
エンシノ病院メディカル・センター。
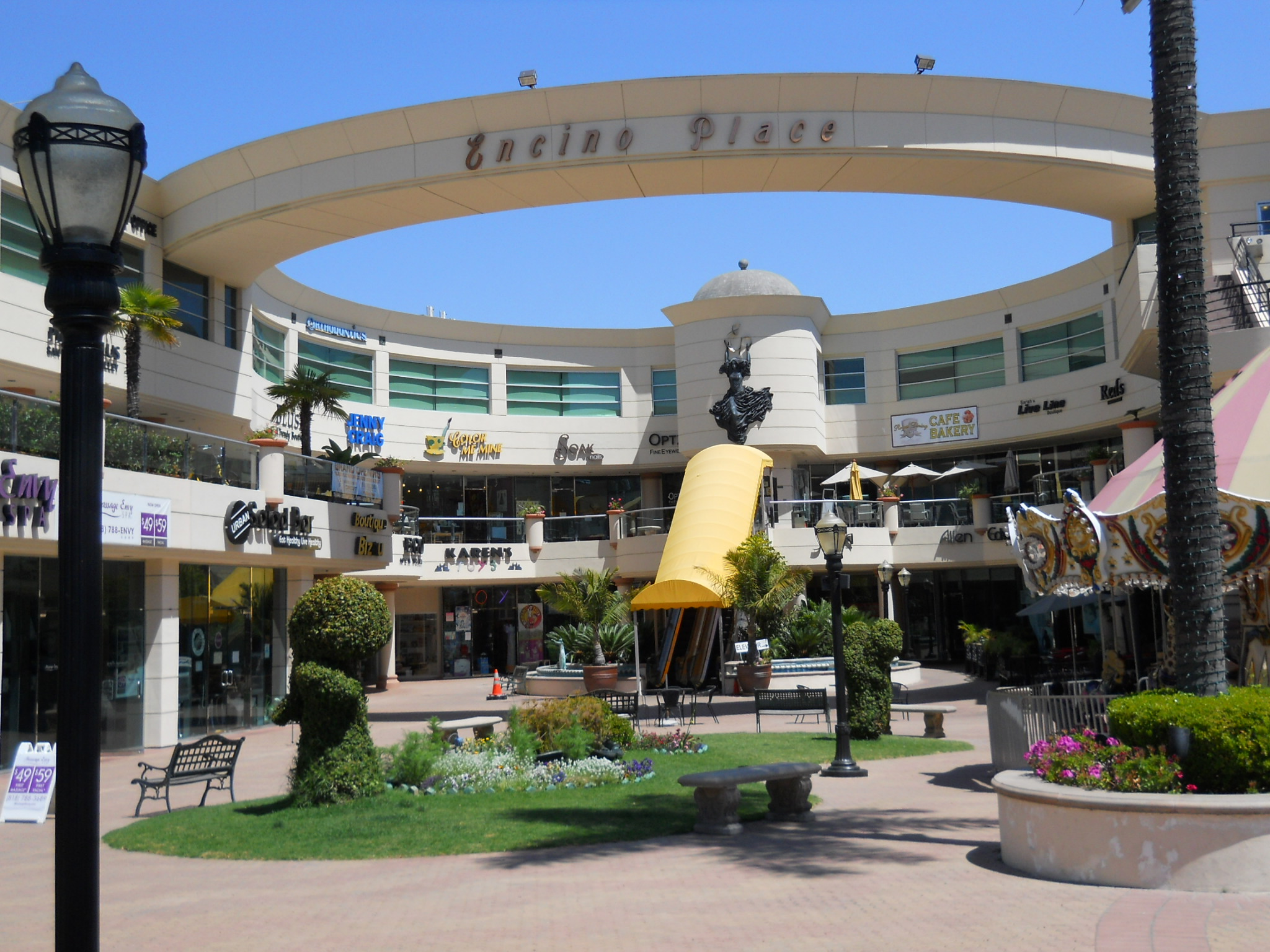
エンシノ・プレイス。
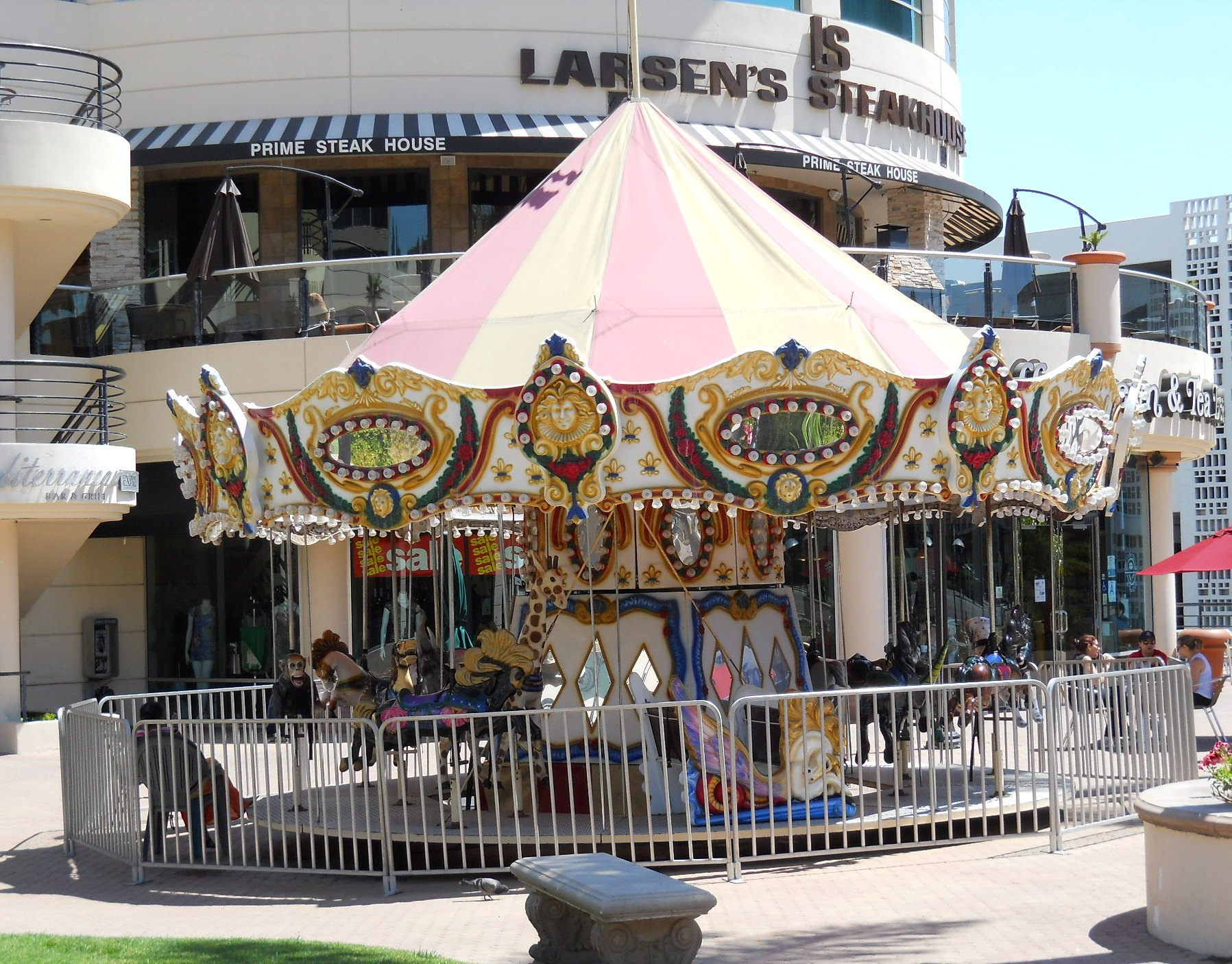
エンシノ・プレイスにあるメリーゴーランド。
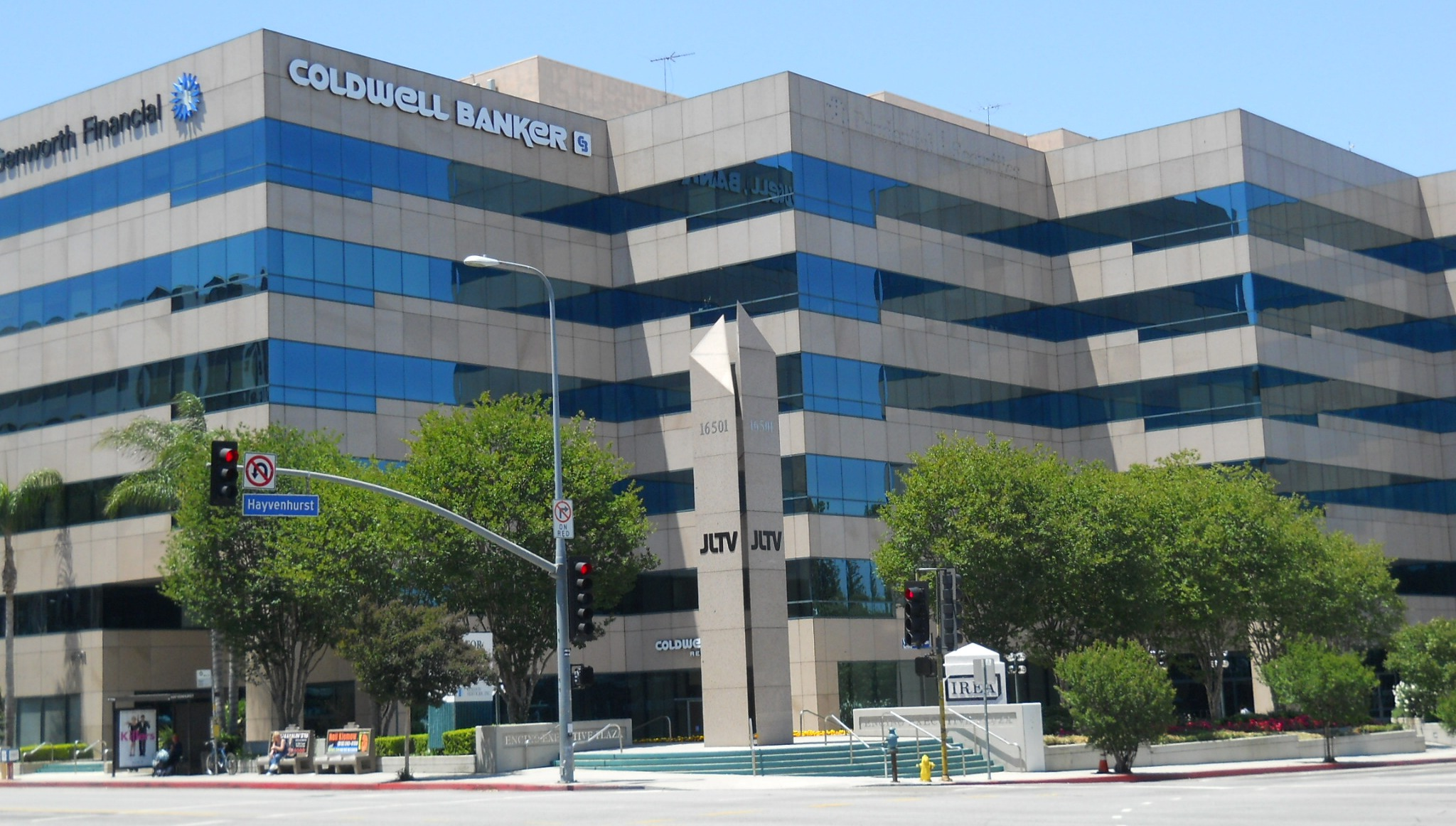
コールドウエルバンカーのエンシノ・エグゼクティブ・プラザ。
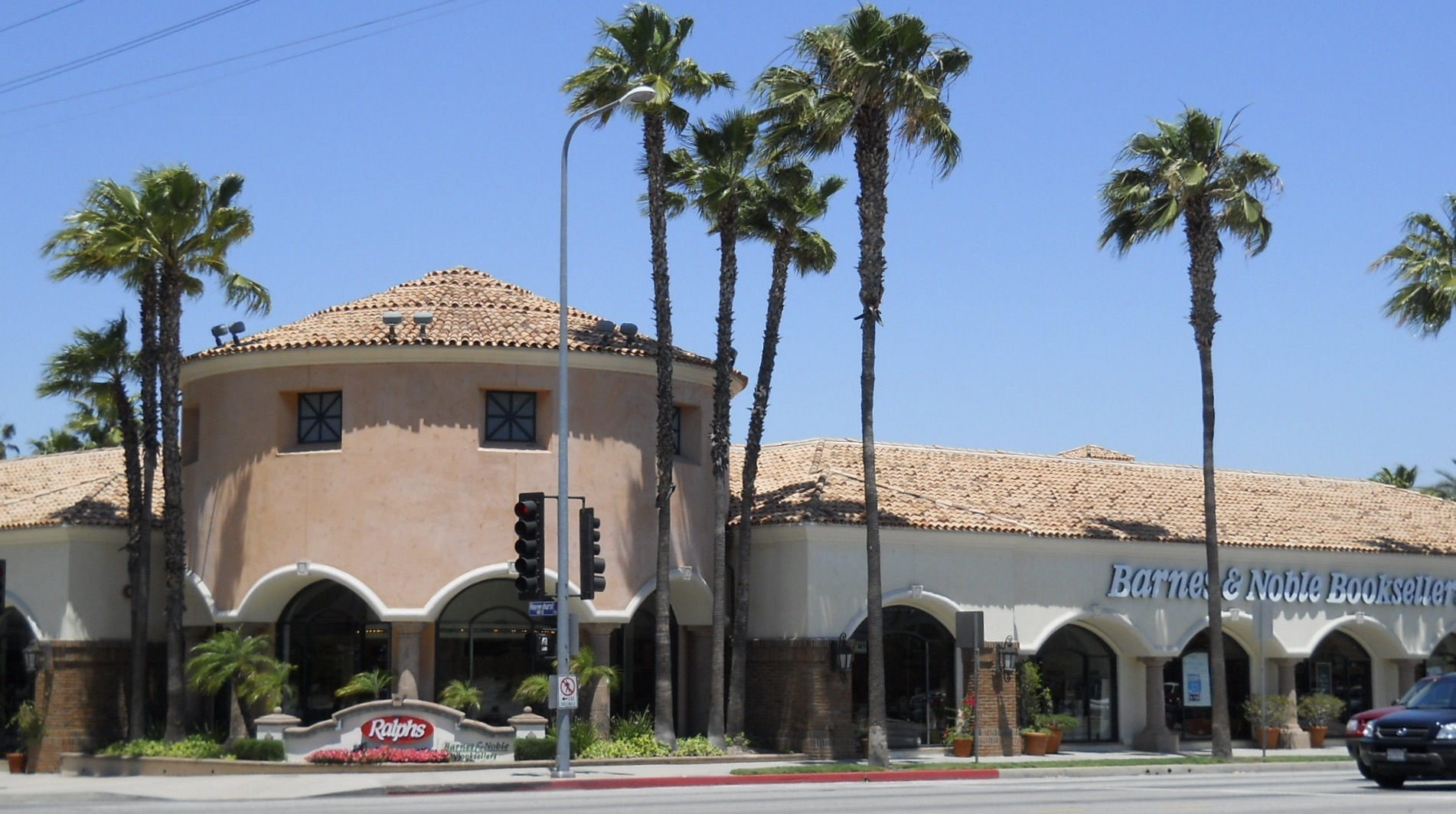
バーンズ・アンド・ノーブル、ラルフス。
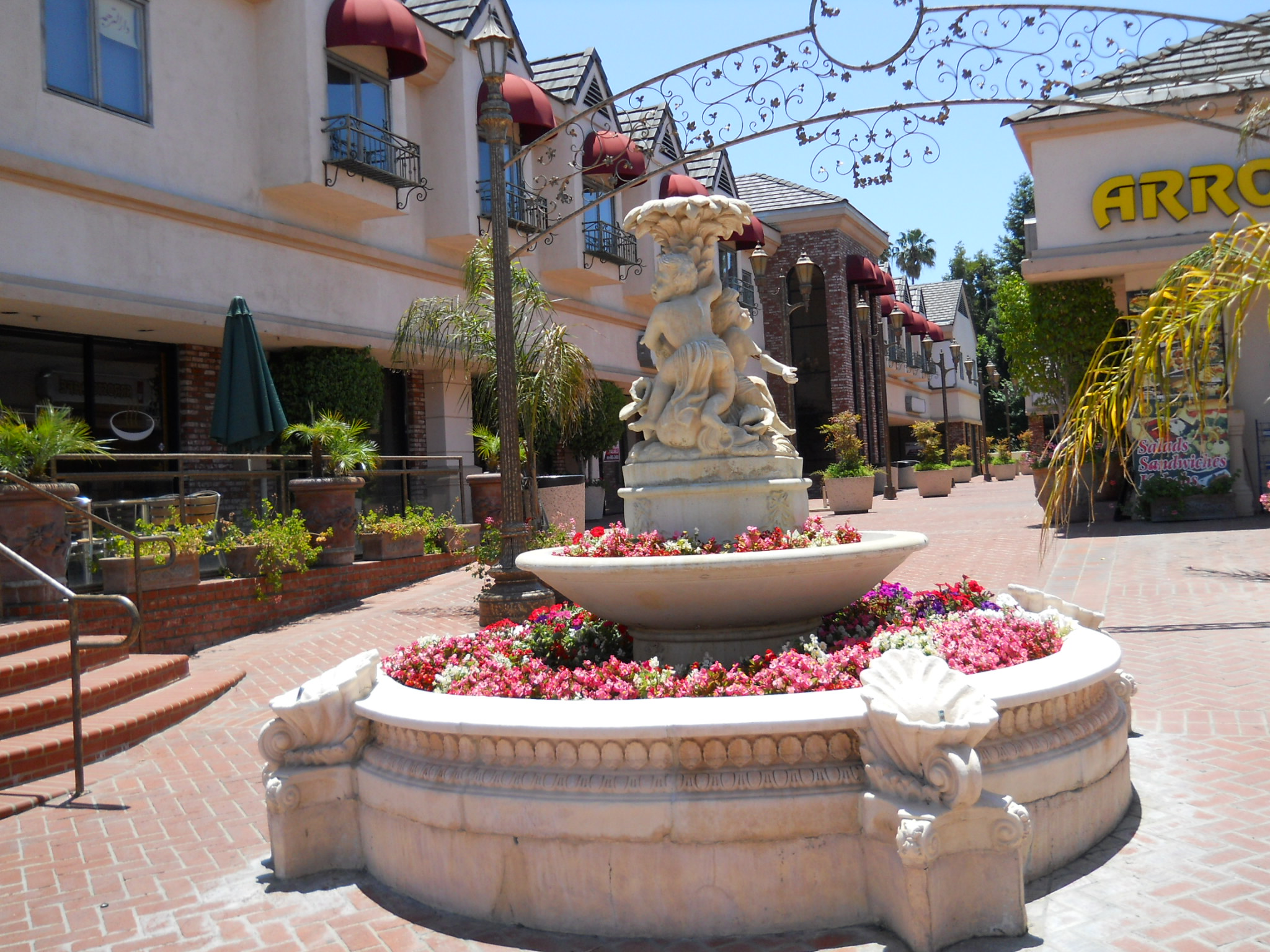
ヴェンチュラ通りの塑像。
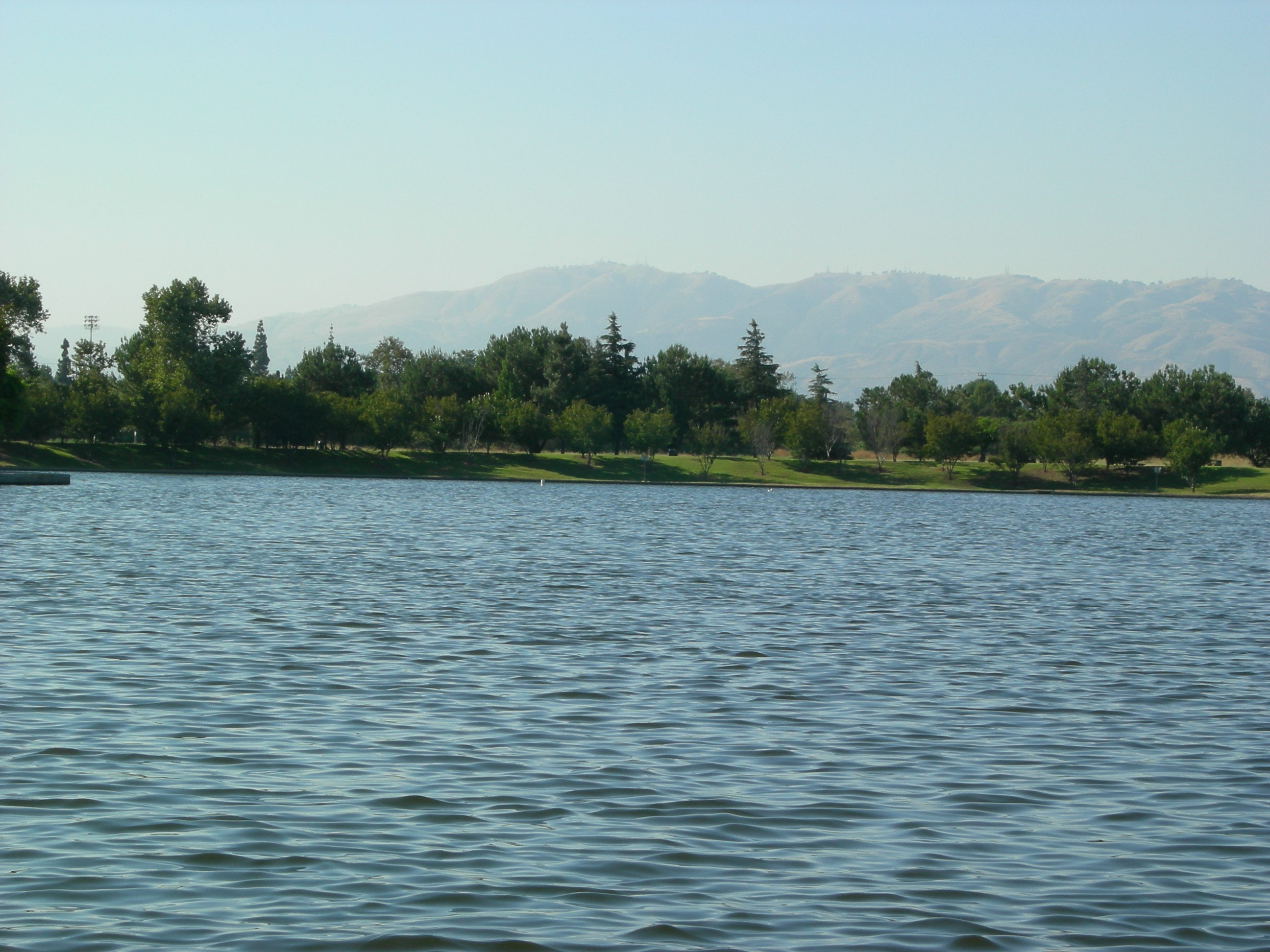
バルボア公園の人工湖「レイク・バルボア」。